# Organização Democrata Cristã da América

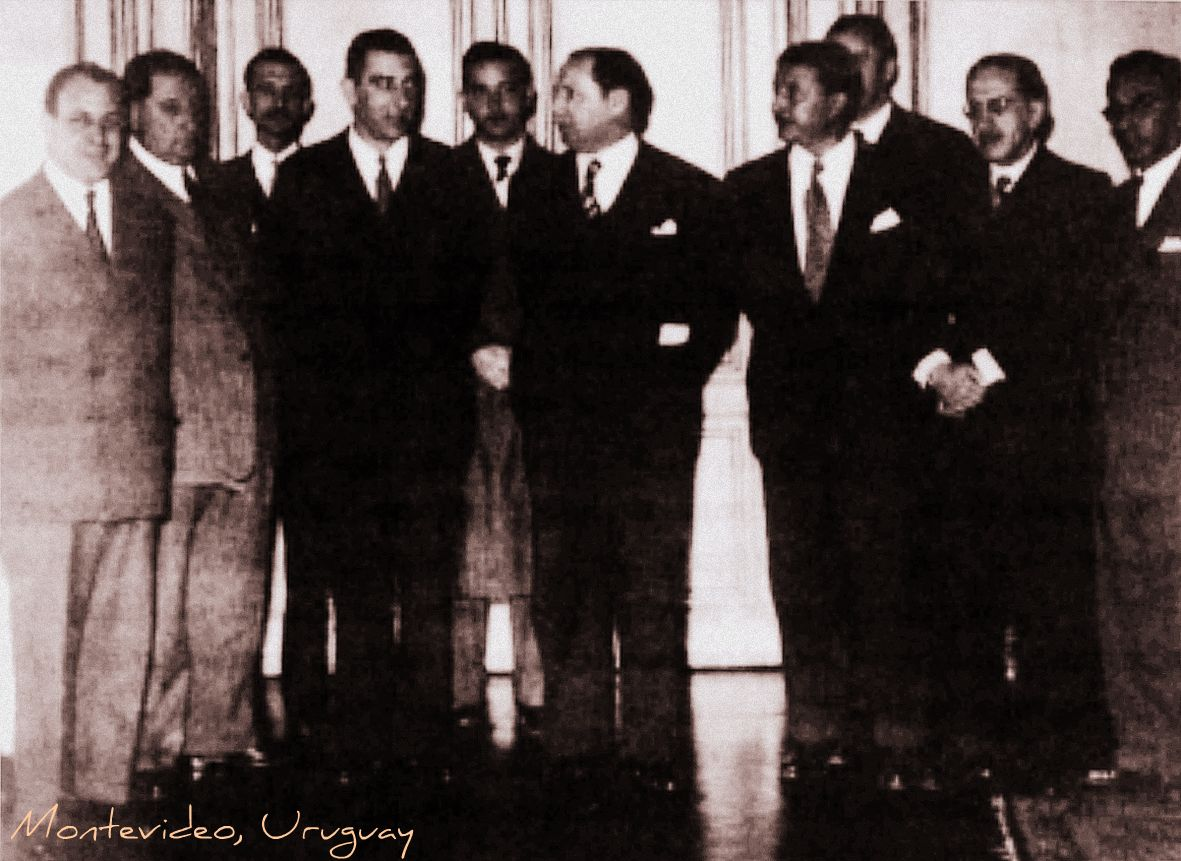
Fundação da ODCA.

A Organização Democrata Cristã da América é uma organização internacional composta de partidos políticos, que defendem os princípios da Democracia Cristã , em seus respectivos países. Cada um dos partidos é diferente, com diferentes pontos de vista da Democracia Cristã em si. Alguns dos partidos da organização estão no governo em seu país, outros estão na coligação do governo, e outros não estão no governo.
Atualmente, existem 26 partidos políticos membros em 21 países diferentes, com um grupo que representa 30% de todos os eleitores registrados na América Latina e 10% de toda a população da região.

## Partidos Membros
- Argentina – Partido Democrata Cristão
- Argentina – Partido Justicialista
- Aruba – Arubaanse Volspartij (AVA)
- Bolívia – Partido Democrata Cristão
- Chile – Partido Democrata Cristão do Chile
- Colômbia – Partido Conservador Colombiano
- Costa Rica – Partido União Social Cristã
- Cuba – Diretório Democrático Cubano
- Cuba – Parido Democrata Cristão
- Cuba – Movimento da Liberação Cristã
- Cuba – Projeto Democrata Cubano
- Curaçau – Partido Popular Nacional
- República Dominicana – Partido Reformista Social Cristão
- Equador – União Democrata Cristã
- El Salvador – Partido Democrata-Cristão
- Haiti – Agrupação de Democratas Nacionais Progressistas
- Honduras – Partido Democrata Cristão
- Honduras – Partido Nacional de Honduras
- México – Partido da Ação Nacional
- Panamá – Partido Popular
- Paraguai – Partido Democrata Cristão
- Peru – Partido Popular Cristão
- Trinidad e Tobago - United National Congress
- Uruguai - Partido Democrata Cristão
- Venezuela - Comité de Organização Política Independente Eleitoral

## Partidos Observadores
- Brasil – Democracia Cristã
- Brasil – Partido Da Social Democracia Brasileira
- Guatemala – Democracia Cristã
- Paraguai – Partido Pátria Querida
- Peru – Partido Democrata Cristão
- Uruguai – União Cívica
- Uruguai – Partido Nacional
- Venezuela – Convergência